# Guoliang
Guoliang (kinesiska: 国梁) är en köping i sydvästra Kina. Den ligger i stadsdistriktet Dazu i storstadsområdet Chongqing, omkring 67 kilometer väster om det centrala stadsdistriktet Yuzhong. Antalet invånare är 11 392. Befolkningen består av 5 553 kvinnor och 5 839 män. Barn under 15 år utgör 19,0 %, vuxna 15-64 år 62 %, och äldre över 65 år 18,0 %.